# نیل جونتولی
نیل جیونتولی (زاده ۲۰ دسامبر ۱۹۵۹) یک بازیگر آمریکایی فعال است که از سال ۱۳۶۶ شروع به کار کرده و مشهورترین نقش او در بازی کودک (۱۳۶۷) می‌باشد.
او در فیلم ممفیس بل و کت چرمی بازی کرده‌است.

## زندگی‌نامه
نیل جیونتولی بازیگر آمریکایی و اهل شیکاگو و برادرزاده آنتون سرماک شهردار سابق شیکاگو است. او یهودی بوده و در شمال شیکاگو بزرگ شد و در دبیرستان فرانسیس دبلیو پارکر تحصیل کرد؛ پس از آن به نیروی دریایی پیوست و به عنوان مترجم در کره مستقر شد. پس از بازگشت به ایالات متحده، به عنوان بازیگر و سپس به عنوان یک نمایشنامه نویس به جامعه در حال رشد تئاتر شیکاگو پیوست. پس از تعدادی از تولیدات بسیار موفق به لس آنجلس نقل مکان کرد و در آنجا نقش‌هایی را در سینما و تلویزیون دنبال کرد.